# Бакли, Делрон
Делрон Себастьян Бакли (зулу Delron Sebastian Buckley; род. 7 декабря 1977, Дурбан, Наталь) — южноафриканский футболист, полузащитник.

## Клубная карьера
Молодёжная карьера Бакли началось с его местной команды «Батчерфилл Роверс», но когда ему было 17 лет, он был подписан контракт с немецким «Бохумом». В нём он провёл большую часть своей карьеры в Германии и в 1995 году дебютировал за основную команду в Бундеслиге. Основательно закрепиться в основном составе у Делрона получилось в 1998 году.
Проведя 9 сезонов в «Бохуме», Бакли в 2004 году перешёл в «Арминию» из Билефельда. Хоть он и провёл там один сезон, зато он остаётся одним из лучших сезонов в его карьере: забив 15 голов в 29 матчах, Бакли помог «Арминии» избежать вылета из Второй Бундеслиги. В 2005 году Делрон подписал контракт в размере 425 тысяч фунтов стерлингов с « Боруссией» из Дортмунда на 4 года.
Первый сезон за Боруссию прошёл неудачно: в 28 матчах Делрону не удалось забить гол. В сезоне 2006/07 Баркли был отдан в аренду в швейцарский «Базель». Дебют за клуб состоялся 10 сентября 2006 года в матче против «Цюриха» на стадионе «Санкт-Якоб Парк». В июле 2007 года Бакли вернулся в Дортмунд и занял место в основе, но в 2008 году «Боруссию» возглавил Юрген Клопп, с которым у Делрона были разногласия.
В феврале 2009 года он подписал контракт с «Майнц 05» на срок до конца сезона и был выпущен 30 июня 2009 года. Затем он перешёл в кипрский клуб «Анортосис», где он играл до конца сезона 2010-11.
В январе 2011 года он перешёл в клуб из Второй Бундеслиги, «Карлсруэ».
26 июня 2012 года Делрон подписал контракт с южноафриканским «Марицбург Юнайтед».

## Карьера за сборную
За сборную ЮАР Делрон дебютировал 20 мая 1998 года в товарищеском матче против сборную Замбии. Всего за сборную провёл 73 матча и забил 10 голов. Участник двух кубков африканских наций (2002 и 2004), двух чемпионатов мира (1998 и 2002) и Летних Олимпийских игр 2000.

### Голы за сборную
| #  | Дата            | Место               | Соперник     | Счёт | Результат | Турнир                   |
| -- | --------------- | ------------------- | ------------ | ---- | --------- | ------------------------ |
| 1  | 18 июня 2000    | Эмалахлени, ЮАР     | Свазиленд    | 1-0  | 2-0       | Кубок КОСАФА 2000        |
| 2  | 18 июня 2000    | Эмалахлени, ЮАР     | Свазиленд    | 2-0  | 2-0       | Кубок КОСАФА 2000        |
| 3  | 9 июля 2000     | Хараре, Зимбабве    | Зимбабве     | 1-0  | 2-0       | Квалификация на ЧМ 2002  |
| 4  | 9 июля 2000     | Хараре, Зимбабве    | Зимбабве     | 2-0  | 2-0       | Квалификация на ЧМ 2002  |
| 5  | 13 января 2001  | Белле Вуе, Маврикий | Маврикий     | 1-0  | 1-1       | Квалификация на КАН 2002 |
| 6  | 27 марта 2002   | Тбилиси, Грузия     | Грузия       | 1-2  | 1-4       | Товарищеский матч        |
| 7  | 12 октября 2002 | Блумфонтейн, ЮАР    | Буркина-Фасо | 2-0  | 2-0       | Квалификация на КАН 2004 |
| 8  | 4 июня 2005     | Прая, Кабо-Верде    | Кабо-Верде   | 2-0  | 2-1       | Квалификация на ЧМ 2006  |
| 9  | 17 августа 2005 | Рейкьявик, Исландия | Исландия     | 1-1  | 1-4       | Товарищеский матч        |
| 10 | 24 марта 2007   | Нджамена, Чад       | Чад          | 2-0  | 3-0       | Квалификация на КАН 2008 |

## Достижения
«Боруссия» Дортмунд
- Финалист Кубка Германии: 2007/08